# Ryan Phillippe
Matthew Ryan Phillippe (New Castle (Delaware), 10 september 1974) is een Amerikaans acteur. Hij won de Screen Actors Guild Award voor voltallige casts in 2002 met zijn collega's van Gosford Park en in 2006 met die van Crash.

## Loopbaan
Ryan Phillippe begon als zeventienjarige zijn carrière in de soap One Life to Live. Hij speelde in de jaren 1992-1993 een homo, de eerste die overdag in een soap te zien was.
Hij is het meest bekend door zijn rollen als Barry Cox in I Know What You Did Last Summer (1997) en als Sebastian Valmont in Cruel Intentions (1999). In Cruel Intentions was hij voor de tweede keer de tegenspeler van Sarah Michelle Gellar, bekend van Buffy the Vampire Slayer, en van zijn toenmalige vrouw Reese Witherspoon.
Samen met de acteurs Breckin Meyer en Seth Green heeft Phillippe een productiemaatschappij.

## Persoonlijk leven
Zijn vader werkt voor een chemisch concern en zijn moeder werkt in de zuigelingenzorg. Hij heeft drie zussen.
In 1997 kwam Phillippe voor het eerst in contact met Reese Witherspoon, op haar 21ste verjaardag. Ze kregen een relatie en trouwden in juni 1999. Ze kregen samen een dochter en een zoon. In oktober 2006 werd bekendgemaakt dat het stel een punt zette achter hun huwelijk. Een jaar later was het stel officieel gescheiden. Uit een korte relatie met actrice en model Alexis Knapp kreeg hij een dochter.

## Filmografie
- ’’Wish Upon (2017) - Jonathon Shannon
- Shooter (2016) - Bob Lee Swagger
- Revenge for Jolly! (2012) - Bachmeier
- Setup (2011) - Vincent
- The Lincoln Lawyer (2011) - Louis Roulet
- The Bang Bang Club (2011) - Greg Marinovich
- MacGruber (2011) - Lt. Dixon Piper
- Franklyn (2008) - Jonathan Preest
- Stop-Loss (2008)  - Sgt. Brandon King
- Breach (2007) - Eric O'Neill
- Five Fingers (2006) - Martijn Douwma (een Nederlander);
- Flags of Our Fathers (2006) - John Bradley
- Chaos (2005) - Shane Dekker
- Crash (2004) - Officer Hanson
- The I Inside (2003) - Simon Cable
- Igby Goes Down (2002) - . Oliver 'Ollie' Slocumb
- Gosford Park (2001) - Henry Denton
- AntiTrust (2001) - Milo Hoffman
- The Way of the Gun (2000) - Parker
- Company Man (2000) - Petrov
- Cruel Intentions (1999)  - Sebastian Valmont
- Playing by Heart (1998) - Keenan
- 54 (1998) - Shane O'Shea
- Homegrown (1998) - Harlan
- I Know What You Did Last Summer (1997) - Barry William Cox
- Little Boy Blue (1997) - Jimmy West/Danny Knight
- Nowhere (1997) - Shad, Allysa's brother
- Invader (1996) - Pvt. Ryan
- White Squall (1996) - Gil Martin
- Deadly Invasion: The Killer Bee Nightmare (1995)
- Crimson Tide (1995) - Seaman Grattam

## Trivia
- Hij heeft de zwarte band bij taekwondo.